# 요크 공작 슈루즈베리의 리처드

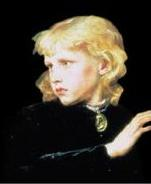
슈루즈베리의 리처드

요크 공작 슈루즈베리의 리처드(Richard of Shrewsbury, Duke of York, 1473년 8월 17일 ~ 1483년)는 잉글랜드의 왕자이자 왕족으로 잉글랜드의 왕 에드워드 4세의 아들이자 에드워드 5세의 동생이었다.
숙부 리처드 3세가 정변을 일으켰을 때, 형인 에드워드 5세와 함께 런던 탑에 감금되었으며, 얼마 지나지 않아 이들은 런던탑에서 자취를 감추게 되었는데 1483년 8월경에 리처드 3세에 의해서 살해되었다는 설이 유력하다.

## 같이 보기
- 런던탑의 두 왕자

| 전임 에드워드 4세 | 요크 공작 1474년 - 1483년 | 후임 리처드 3세 |

|  | 마샬의 백작 1476년 - 1483년 |

|  | 노퍽 공작 1481년 - 1483년 |